# Waled Kota
Waled Kota is een bestuurslaag in het regentschap Cirebon van de provincie West-Java, Indonesië. Waled Kota telt 3971 inwoners (volkstelling 2010).